# Hannes Schröers
Hans-Bernd „Hannes“ Schröers (* 29. Dezember 1936 in Krefeld) ist ein ehemaliger deutscher Fußballspieler und Realschullehrer für Sport und Englisch.

## Karriere
Die meisten Spiele absolvierte er für Bayer 05 Uerdingen in Bezirks-, Landes- und Verbandsliga. 1961/62 lief Schröers für Fortuna Düsseldorf in zwei Spielen in der Oberliga, der damals höchsten Spielklasse, auf. Während eines Studienaufenthalts 1955 stand Schröers bei einer Nachwuchsmannschaft von West Ham United unter Vertrag.

## Sonstiges
Sein Sohn Jan (* 1969) stand in der Saison 1989/90 im Profikader des damaligen Bundesligisten Bayer 05 Uerdingen; zum Einsatz kam er allerdings nicht. Schröers’ Enkelsohn Mika Schroers, Sohn von Jan Schröers, ist ebenfalls derzeit professioneller Fußballspieler und spielt zurzeit beim Drittligisten Arminia Bielefeld.
Hannes Schröers’ Tochter Wiebke war über Maastricht nach Kopenhagen ausgewandert und ist mit einem Dänen verheiratet. Aus dieser Ehe stammt der Fußballprofi Jannik Vestergaard.